# Списак римских градова на Балкану
Списак римских градова, са њиховим латинским називом и географским положајем, представља списак градова Римског царства који су се налазили на простору Балканског полуострва тј. савремених држава које се налазе на Балкану. Називи римских градова су понекад били слични за више градова, нпр. неколико римских градова је у свом називу носило Colonia као део имена.

### Албанија
- Аманција (Amantia)
- Антигонеа (Antigonea)
- Антипатреа (Antipatrea)
- Аполонија
- Аулона (Aulona)
- Билис (Bylis)
- Бутротум (Buthrotum)
- Валебона (Valebona)
- Дирахијум (Dyrrhachium)[1]
- Лисус
- Скодра (Scodra) - Скадар

### Босна и Херцеговина
-{
- Неуненсе (Neuense) - Неум
- Пелва (Pelva) - Ливно
- Салонијана (Saloniana) - Мостар, Витриница
- Салвијум (Salvium) - Гламоч
- Еквуум (Aequum) - Читлук}-

#### Bosna i Hercegovina
- Сербинум (Serbinum) - Градишка

### Бугарска
-{
- Абритум (Abritum) - Разград
- Алмус (Almus) - Лом
- Анхијалус (Anchialus)
- Аугуста Трајана (Augusta Traiana) - Стара Загора
- Бононија (Bononia) - Видин
- Германеа (Germanea) - Сапарева Бања
- Диоклецијанополис (Diocletianopolis) - Хисарија
- Дионизополис (Dionysopolis) - Балчик
- Дуросторум (Durostorum) - Силистра
- Ескус (Escus) - Гиген
- Марцијанополис (Marcianopolis) - Девња
- Мелта (Melta) - Ловеч
- Месембрија (Messembria) - Несебар
- Монтана (Montana) - Монтана
- Никополис ад Иструм (Nicopolis ad Istrum) - Никјуп
- Никополис ад Нестум (Nicopolis ad Nestum) - Гоце Делчев
- Нове (Novae) - Свиштов
- Одесус (Odessus) - Варна
- Пауталија (Pautalia) - Ћустендил
- Рацијарија (Ratiaria) - Арчар
- Сердика (Serdica) - Софија
- Сексагинта Приста (Sexaginta Prista) - Русе
- Созополис (Sozopolis) - Созопол
- Сторгозија (Storgosia) - Плевен
- Тримонцијум (Trimontium) - Пловдив}-

### Грчка
-{
- Агринијум (Agrinium)
- Александрополис (Alexandropolis)
- Алмирус (Almyrus)
- Амфилохија (Amphilochia)
- Амфиполис (Amphipolis)
- Амфиса (Amphissa)
- Аргос (Argos)
- Аталанта (Atalanta)
- Атене (Athenae) - Атина
- Ахарне (Acharnae)
- Береа (Berroea)
- Гитијум (Gythium)
- Делфи (Delphi) - Делфи
- Додона (Dodona) - Додона
- Егина (Aegina)
- Елеузис (Eleusis)
- Епидаурус (Epidaurus)
- Зикантус (Zycanthus)
- Истмија (Isthmia)
- Xалкис (Chalcis)
- Каристус (Carystus)
- Ценхреа (Cenchreae)
- Коринтус (Corinthus) - Коринт
- Коркира (Corcyra)
- Лауријум (Laurium)
- Леукас (Leucas)
- Маратон (Marathon)
- Мегалополис (Megalopolis)
- Мегара (Megara)
- Микена (Mycenae)
- Наупактус (Naupactus)
- Науплијум (Nauplium)
- Немеа (Nemea)
- Никополис (Nicopolis)
- Нова Јонија (Nova Ionia)
- Олимпија (Olympia)
- Олимпијас (Olympias)
- Орхоменос (Orchomenos)
- Пеанија (Paeania)
- Патре (Patrae)
- Пиреус (Piraeus)
- Потидеа (Potidaea)
- Саламис (Salamis)
- Спарта (Sparta)
- Теба (Thebae)
- Тегеа (Tegea)
- Термопиле (Thermopylae)
- Тесалоника (Thessalonica)
- Триполис (Tripolis)
- Трезен (Troezen)
- Уранополис (Uranopolis)
- Фалера (Phalerum)
- Филипи (Philippi)
- Хераклијум (Heraclium)}-

### Македонија
- Хераклеја Линцестис  (Heraclea Lyncestis) - Битољ
- Скупијум (Scupium) - Скопље
- Стоби (Stobi) - Неготино
- Линхидос (Dyassarites,Lychnidos) - Охрид

### Румунија
- Абрутус (Abruttus)
- Ад Аквас (Ad Aquas)
- Ад Медијам (Ad Mediam)
- Ад Панониос (Ad Pannonios)
- Ад Стома (Ad Stoma)
- Албурнус Мајор (Alburnus Maior)
- Алтинум (Altinum)
- Ампелум (Ampelum)
- Ангустија (Angustia)
- Апулум (Apulum)
- Арцидава (Arcidava)
- Арубијум (Arrubium)
- Арутела (Arutela)
- Берсобис (Bersobis)
- Брукла (Brucla)
- Варадинум (Varadinum)
- Гермизара (Germisara)
- Дијерна (Dierna)
- Дробета (Drobeta)
- Егисус (Aegyssus)
- Јасијум (Iassium)
- Калатис (Callatis)
- Капут Стенарум (Caput Stenarum)
- Карсијум (Carsium)
- Центум Путеа (Centum Putea)
- Цибинум (Cibinum)
- Клаудиополис (Claudiopolis)
- Колонија Улпија Трајана (Colonia Ulpia Traiana)
- Ледерата (Lederata)
- Медија (Media)
- Миција (Micia)
- Новиодунум (Noviodunum)
- Поролисум (Porolissum)
- Потајса (Potaissa)
- Преторијум (Praetorium)
- Рескулум (Resculum)
- Ромула Малва (Romula-Malva)
- Салине (Salinae)
- Суцидава (Sucidava)
- Тапе (Tapae)
- Темезијензис (Temesiensis)
- Тибискум (Tibiscum)
- Томис (Tomis)
- Тресмис (Troesmis)
- Улметум (Ulmetum)
- Форум Новум Сикулорум (Forum Novum Siculorum)

}-

### Румелија(Турска)
-{
- Адријанополис (Adrianopolis)
- Византион (Byzantium) - Истанбул
- Константинополис (Constantinopolis) - Истанбул
- Рома Нова (Roma Nova) - Истанбул}-

### Словенија
-{
- Ад Пирум (Ad Pirum) - Хрушица
- Каприс (Capris) - Копер
- Атранс (Atrans) - Тројане
- Емона/Лабакум (Aemona/Labacum) - Љубљана
- Карнијум (Carnium) - Крањ
- Кастра (Castra) - Ајдовшчина
- Целеја (Celeia) - Цеље
- Литополис (Lithopolis) - Камник
- Лонгатикум (Longaticum) - Логатец
- Марбургум (Marburgum) - Марибор
- Наупортус (Nauportus) - Врхника
- Невиодунум (Neviodunum) - Дрново
- Пиранум (Pyrrhanum) - Пиран
- Петовио (Poetovio) - Птуј}-

### Србија
-{
- Акуминкум (Acumincum) - Сланкамен
- Басијане (Bassianae) - Доњи Петровци
- Бононија (Bononia) - Баноштор
- Бургунак (Burgunac) - Нови Бановци
- Виминацијум (Viminacium) - Костолац
- Кузум (Cusum) - Петроварадин
- Наисус (Naissus) - Ниш
- Неопланта (Neoplanta) - Нови Сад
- Ремезијана (Remesiana) - Бела Паланка
- Ромулијана (Romulijana) - Зајечар
- Ритијум (Rittium) - Сурдук
- Семендрија (Semendria) - Смедерево
- Сингидунум (Singidunum) - Београд
- Сирмијум (Sirmium) - Сремска Митровица
- Таурунум (Taurunum) - Земун
- Теранда (Theranda) - Сува Река (општина Призрен)[1]
- Турес (Turres) - Пирот
- Улпијана (Ulpiana) - Липљан
- Хореум Марги (Horreum Margi) - Ћуприја}-

### Хрватска
-{
- Аква Балисе (Aqua Balissae) - Дарувар
- Аква Вива (Aqua Viva) - Вараждин
- Аквама (Aquama) - Чаковец
- Албона (Albona) - Лабин
- Андаутонија (Andautonia) - поред Загреба
- Бона (Bona) - Благајам
- Вегијум (Vegium) - Карлобаг
- Енона (Aenona) - Нин
- Епидаурус (Epidaurus) - Цавтат
- Иса (Issa) - Вис
- Јадера (Iadera) - Задар
- Цибале (Cibalae) - Винковци
- Лопсика (Lopsica) - Свети Јурај
- Мурса (Mursa) - Осијек
- Нарона (Narona) - Вид
- Неаполис (Neapolis-Aemonia) - Новиград
- Несакцијум (Nesactium) - Висаче
- Онеум (Oneum) - Омиш
- Паренцијум (Parentium) - Пореч
- Петина (Petina) - Пићан[2]
- Пиквентум (Piquentum) - Бузет
- Пола (Pola) - Пула
- Рагуза (Ragusa) - Дубровник
- Роцијум (Rocium) - Роч
- Салона (Salona) - Солин
- Сенија (Senia) - Сењ
- Сисција (Siscia) - Сисак
- Скардона (Scardona) - Скрадин
- Спалатум (Spalatum) - Сплит
- Тарсатика (Tarsatica) - Трсат, поред Ријеке
- Трагуријум (Tragurium) - Трогир
- Фарус (Pharus) - Хвар
- Фланона (Flanona) - Пломин
- Флумен (Flumen) - Ријека}-

### Црна Гора
-{
- Акрувијум (Acruvium) - Котор
- Анагастум (Anagastum) - Никшић
- Антипаргал (Antipargal) - Бар
- Бирзиминијум (Birziminium, Bersumnum, Burzumon) - Подгорица
- Доклеа (Doclea) - Дукља
- Колхинијум (Colchinium) - Улцињ
- Комини (Municipium S.) - Пљевља
- Ризинијум (Risinium) - Рисан}-